# Толстая, Татьяна Константиновна
Татья́на Константи́новна Толста́я (урождённой Шиловской, по первому мужу Котляревской); (26 апреля 1876 — 25 сентября 1921) — автор и исполнительница романсов, русская аристократка, известная в музыкальных кругах конца XIX — начала XX века. Дочь известного в музыкальном мире исполнителя и автора цыганских романсов Константина Шиловского. Внучка исполнительницы цыганских романсов Марии Васильевны Шиловской-Вердеревской.
С детства была дружна с московскими хоровыми цыганами, её бабушка по воспоминаниям современником была Шаляпиным в юбке, за 50 лет до Шаляпина.
По первому мужу Котляревская. В 1906 году вышла замуж за графа Н.Толстого.

## Биография
- Ранние годы и происхождение.

Татьяна родилась в 1876 году в семье Константина Степановича Шиловского и светлейшей княжны Марии Константиновны Имеретинской. Её отец, известный исполнитель и автор цыганских романсов, был соавтором либретто оперы П. И. Чайковского «Евгений Онегин». Бабушка по отцовской линии, Мария Васильевна Шиловская (урождённая Вердеревская), была известной исполнительницей цыганских романсов, что оказало значительное влияние на музыкальное воспитание Татьяны.
- Личная жизнь.

Первым супругом Татьяны Константиновны стал Пётр Михайлович Котляревский, лейб-гусар гвардии полка Его Величества. После развода она вышла замуж за графа Николая Толстого, представителя известного дворянского рода.

Муж Татьяны — Николай Толстой погиб при пожаре на новый год в 1907 году вместе с братом Татьяны Владимиром Шиловским.. 
По словам Т.А. Аксаковой: «Новый 1907 год Татьяна и Николай Толстые встречали у себя в Быкове. В гостях у них был брат Татьяны Константиновны Владимир Шиловский, [Степан Сергеевич] Перфильев, двоюродная сестра Толстого Алина Кодынец и его младший брат Никита. Засиделись поздно, хорошо выпили. Крепко уснули.
Утром прислуга, растапливая печки, неосторожно плеснула в огонь керосину. Вспыхнул пожар. Прежде всего загорелась лестница, ведущая во второй этаж. Когда хозяева и гости проснулись и поняли, в чем дело, путь вниз был отрезан. Пришлось прыгать через окна... Вдруг Толстой крикнул Владимиру Шиловскому: “Вовка! У меня под кроватью сундук с казенными деньгами! Надо спасать!”

Оба они бросились в горящий дом — и никогда не вернулись. Крыша обрушилась, похоронив под собою шесть человек (погибли Толстой, Шиловский, Перфильев, Алина Кодынец, лакей и горничная). Живыми остались Татьяна Константиновна и Никита Толстой, спавший в нижнем этаже».
- Творческая деятельность.

Обладая красивым голосом мягкого тембра и большой музыкальностью, Татьяна Константиновна исполняла и сочиняла романсы, продолжая семейные традиции. Её исполнение отличалось естественностью и благородством, что привлекало внимание современников.

## Семья
Мать — св. княжна Марии Константиновна Имеретинская.
Отец — Шиловский, Константин Степанович (1849—1893) — русский актёр, драматург, критик, скульптор, композитор и поэт-дилетант. Автор либретто оперы «Евгений Онегин» (совместно с П. И. Чайковским). Снискавший у современников славу крайне талантливого и такого же масштаба беспутного человека, был автором и исполнителем цыганских романсов. Как и его младший брат, дружил с П.И. Чайковским и стал соавтором либретто оперы «Евгений Онегин».
Дедушка — помещик Степан Степанович Шиловский (1822—1865 или 1870). Владел имением в деревне Усово (Тамбовская область) на территории современного Бондарского района. А знаменитым имение стало потому, что туда в течение 6 лет подряд (1871-1876 гг.), обычно в июле-августе, приезжал отдохнуть и поработать большой друг всех без исключения членов семьи Шиловских, композитор Чайковский, Пётр Ильич. Именно в Усово им были или начаты, или вчерне написаны произведения, получившие впоследствии всемирное признание: Симфония № 2, симфоническая поэма «Буря» и другие.
Шиловские принадлежали к числу дворян Тамбовской губернии. Или, по крайней мере, владели на Тамбовщине имениями и крепостными крестьянами. Кроме того, сам Степан Степанович Шиловский владел прекрасно обустроенным имением Глебово-Избище в Подмосковье, которое впоследствии перешло по наследству к его детям.
Бабушка — Мария Васильевна Вердеревская (1825—1879), известная певица, дочь поэта и переводчика В. Е. Вердеревского.
Брат — Александр, получивший военное образование, унаследовал вместе с Татьяной музыкальные способности.
Брат — Владимир, был женат на княжне Елизавете Васильевне Оболенской. Умер при пожаре накануне нового 1907 года в имениях Толстых вместе с самим Николаем Алексеевичем Толстым.

## Смерть
Согласно некоторым источникам, Татьяна Константиновна была расстреляна в 1918 году.  Однако другие данные указывают, что она скончалась в 1921 году.  Точные обстоятельства её смерти остаются невыясненными.
25 сентября 1921 года: «...Взяты в заложники по Сукмановской волости как антисоветский элемент в количестве 5 человек: 
1) Толстая Татьяна Константиновна (графиня).
2) Шаталов Яков Иванов (шпион и укрыватель бандитов).
3) Щербаков Тимофей Михайлов (главарь в поломке ж. д. линии).
4) Калягин Василий Степанов (бывший заводчик, эксплоататор).
5) Алтухов Кондратий Иванов (негодный элемент).
Основываясь на материале, данном Сукмановским волревкомом, комиссия постановила: вышеуказанных лиц в количестве пяти человек публично расстрелять ввиду не сдачи оружия населением с. Сукмановка и невыдачи активистского элемента и бандитского имущества в 2-х часовой срок, предложенный комиссией по оккупации Сукмановской волости. Настоящий приговор привести в жизнь немедленно командиру 3-го эскадрона 3-го Приуральского кавполка тов. Шлыкову в 14 часов 20 минут дня 25 сентября 1921 г. на площади с. Сукмановка (место сбора граждан). Подписи комиссии: уполномоченный Уисполкома Удалов; начпобрига 1 Тамбов А. Власов; представитель особого отдела 1 отдельной Тамбовской кавбригады Седов; председатель райревкома и райком(парта) Каширин; бригадный командир 3-го эскадрона 3-го кавполка Шлыков. Настоящая копия с подлинным верна. Секретарь волревкома...»
(подпись неразборчива. — Â.Ê.).
1. ↑  Цыганская музыка: Графиня Т.К.Толстая. Цыганская музыка. Дата обращения: 10 января 2025.
2. ↑  "О, жизнь моя, постой, не уходи...". top68.ru. Дата обращения: 10 января 2025.